# Округ Макдауел (Западна Вирџинија)
Макдауел (енгл. McDowell County) је округ у америчкој савезној држави Западна Вирџинија.

## Демографија
По попису из 2010. године број становника је 22.113, што је 5.216 (-19,1%) становника мање него 2000. године.
| Група             | 2000.          | 2010.          |
| Белци             | 23.695 (86,7%) | 19.637 (88,8%) |
| Афроамериканци    | 3.250 (11,9%)  | 2.107 (9,5%)   |
| Азијати           | 16 (0,1%)      | 15 (0,1%)      |
| Хиспаноамериканци | 132 (0,5%)     | 91 (0,4%)      |
| Укупно            | 27.329         | 22.113         |